# Rosa Linn
Rosa Linn (in armeno Ռոզա Լին?), pseudonimo di Roza Kostandyan (in armeno Ռոզա Կոստանդյան?; Vanadzor, 20 maggio 2000), è una cantante armena.
Ha rappresentato l'Armenia all'Eurovision Song Contest 2022 con il brano Snap.

## Biografia
Rosa Linn ha iniziato a prendere lezioni di pianoforte all'età di 6 anni. Nel 2013 ha preso parte alla selezione armena per il Junior Eurovision Song Contest con il brano Gitem. La cantante ha iniziato la sua carriera professionale come parte del collettivo Nvak, fondato da Tamar Kaprelian. Nel 2021 ha pubblicato il suo singolo di debutto King in collaborazione con l'artista statunitense Kiiara, che l'ha portata a fare la sua prima apparizione nella televisione armena con un'esibizione dal vivo.
L'11 marzo 2022 è stato annunciato che l'emittente radiotelevisiva pubblica ARMTV ha selezionato internamente Rosa Linn come rappresentante armena all'Eurovision Song Contest 2022. Il suo inedito eurovisivo, Snap, è stato pubblicato il successivo 19 marzo. Nel maggio successivo, dopo essersi qualificata dalla prima semifinale, la cantante si è esibita nella finale eurovisiva, dove si è piazzata al 20º posto su 25 partecipanti con 61 punti totalizzati. In seguito il brano è diventato virale sulla piattaforma TikTok, entrando in varie classifiche internazionali tra cui la Official Singles Chart britannica e la Billboard Hot 100 statunitense.

## Discografia

### EP
- 2023 – Lay Your Hands Upon My Heart

### Singoli
- 2021 – King (con Kiiara)
- 2022 – Snap
- 2022 – WDIA (Would Do It Again) (con Duncan Laurence)
- 2023 – Never Be Mine
- 2023 – Hallelujah
- 2024 – Universe
- 2024 – Heart like Mine (con Sam Feldt)
- 2024 – Where Do I Go (con Vianney)

### Collaborazioni
- 2024 – One Cry (Galantis feat. Rosa Linn)

## Tournée
- 2023 – American Daydream Tour